# Sextus van Valence
Sextus van Valence, ook Festus genoemd, was bisschop van Valence aan het einde van de 4e eeuw. Valence lag destijds in het West-Romeinse Rijk, in de provincie Gallia Lugdunensis.
Chrocus, een van de koningen der Alemannen met deze naam, folterde Sextus tot de dood. Sextus werd in Valence vereerd als martelaar en heilige, zoals later opgetekend werd in Avignon. Bisschop Sextus werd opgevolgd door Maximus I.